# Alfar de Ángel Domínguez
El Alfar de Ángel Domínguez es el nombre que recibe un edificio sito en la calle del Cup, 6 de la localidad de Potries, de la comarca de la Safor en la Comunidad Valenciana, catalogado como Bien de relevancia local desde 2008, con IGPCV 46.198-9999-000001y con el nombre oficial de ‘’Terriseria d'Àngel Domínguez’’.

## Historia
Potries es una localidad de una gran tradición alfarera, de hecho, el municipio tiene un nombre que viene de esta labor artesanal. La situación geográfica de la localidad, con un paisaje de transición entre una llanura fluvial y las montañas, junto a un río y en la zona de paso hacia los espacios forestales de las cordilleras de la Gallinera y la Safor, ayudan al desarrollo de esta actividad, lo que se refuerza por la presencia de minas de arcilla en la zona, con gran contenido en arcilla de diversos tipos (sobre todo arcilla calcárea y ferruginosa) y gran calidad.
Es por ello por lo que los expertos consideran que el origen de la alfafería en Potries puede remontarse al Neolítico, lo cual queda probado en los restos del yacimiento arqueológico Neolítico situado en la montaña de los “Peñascos” y su necrópolis, situada en una zona llana cerca del río Serpis. Hay documentación escrita de este yacimiento se debe al médico rural y arqueológo aficionado Simeón Peiró Frasquet que informó a medidaos del pasado siglo de la existencia de un yacimiento en la partida casa fosca-horteta, en el que indica la presencia de restos de cerámica negra con decoración incisa de motivos geométricos, consistentes en triángulos y bandas. También indicó la presencia de otros restos de cerámica en otro yacimiento, en la montaña de Peñascos, dos boles hechos a mano sin cocer y otros restos de cerámica que al unir dieron lugar a una pieza lisa de 40 cm de diámetro y 22 de profundidad, y asas en los laterales. Estos últimos restos se dataron en la edad de Bronce Valenciano. Por lo que podrían considerarse los primeros restos de la alfarería de Potries.
También hay restos cerámicos de la época romana en Potries. De hecho, se conoce la existencia de una villa romana de dimensiones imprecisas, datada entre el siglo I y el IV d. C. En este caso, pese a que el primero en hacer referencia a esta villa es nuevamente Simeó Peiró Frasquet, fue el arqueólogo Josep A. Gisbert quién en el año 1981 excava un sector de esta villa, el situado en la partida de la Campina, lo que hizo que la villa se la conociera como villa de la campina-catorzena, que actualmente está prácticamente desaparecida. En esta villa hay indicios de la existencia de una alfarería (en la que debió destacar la producción de ánforas, sobre todo para transportar y contener vino y aceite; aunque también se pueden ver restos de tejas, ladrillos y tubos entre otros), por los restos encontrados en la partida de la  Catorzena.
Estos indicios de actividad económica alfarera en Potries son los que refuerzan el origen del topónimo, de raíz latina con un significado relacionado con la cerámica.
Esta actividad alfarera se mantiene tanto en tiempos visigodos como con la conquista del territorio de la costa del mediterráneo por parte de los árabes, pese a que no se ha podido documentar la continuidad de la actividad en Potries. Lo que sí  puede documentarse es la importancia de la alfarería en Potries en el siglo XIII, cuando la zona pertenecía a la Corona de Aragón, y era dependiente del Castillo de Rebollet, situación en la que a pesar de estar bajo dominio cristiano había en la zona una gran población mudéjar, que se mantuvo hasta bien entrados los siglos XV-XVI. Y en esta época en Potries había un espacio, cerca del casco urbano, conocido como “canterería”, dedicado a la producción alfarera. Esta actividad contribuía a los ingresos de la Señoría, y esta actividad se ha visto demostrada por los restos de hornos medievales encontrados en el término municipal. Se trataba de unos hornos de planta rectangular que se excavaban aprovechando desniveles del terreno arcilloso, que quedaban endurecidos por la acción del fuego. Se solían disponer alineados por una estrecha callejuela que permitía acceder a los mismos. Presentaban dos cámaras superpuestas, la que servía para el fuego y la de arriba que era donde se cocían las piezas.
Se tiene documentación del año 1792 de la venta a un miembro de la familia Aznar de la “Casa Alfarería y las tierras contiguas a ella”. Esta casa estaría situada entre la calle de la Font y la acequia del Rebollet. Este centro alfarero se mantuvo en activo hasta bien entrado el siglo XX, estando esto documentado en el archivo municipal de la localidad.
Esta producción alfarera fue mejorando en técnica y calidad de los productos fabricados a lo largo del siglo XIX. No podemos perder de vista el auge de la cerámica a partir de 1802, con la orden del rey Carlos IV de utilizar recipientes de cerámica para uso doméstico retirando los de plomo que ya se sabía en aquel entonces que eran nocivos para la salud. De esta manera sólo en Potries y durante el período de finales del siglo XIX y principios del XX hay documentados 18 centros de producción, que quedaron en ninguno en el año 2009 (año en el que se desmanteló la última empresa dedicada a la fabricación de materiales cerámicos para la construcción)
En Potries se puede distinguir entre Ladrillares o Tejerías (nombre que se da alas fábricas de ladrillos o Cantererías) por un lado y las Cacharrerías (nombre destinado a las fábricas de loza) por otro. Los primeros necesitan un tipo de instalación bastante especializado y se suelen ubicar cerca de los puntos de extracción de las arcillas. Suelen localizarse en el exterior de las poblaciones, también por ser más contaminantes y producir más polvo, ruido y olores.
Las familias Aznar y Fuster eran las que monopolizaban el trabajo artesanal relacionado con la fabricación de loza, las cacharrerías que son los centros alfareros más característicos y definitorios de la cerámica de Potries. De las ubicaciones que estos centros alfareros tuvieron en el pueblo a lo largo de la historia, el situado en la calle del Cup, que anteriormente se llamaba del Olmo, era el conjunto alfarero más conocido y estaba formado por cinco cacharrerías (la de los Tarrazó, los Domínguez, los Faus  o los Canet entre otros), entre las que se encuentra la de Ángel Domínguez. Estas cacharrerías estaban organizadas por familias, aunque en ocasiones se compartían recursos como los hornos.
La familia Domínguez era propietaria de una de esas cacharrerías de larga tradición en Potries, ya que puede documentarse su presencia en la localidad ya en el siglo XVIII, pero no hay documentación de su dedicación a la alfarería hasta el año 1838. En el año 1903 nació el último alfarero de esta saga familiar, Ángel Domínguez Ortolá, y lo hizo en la casa de la familia en la calle del Cup. Su alfar se cerró al jubilarse Ángel Domínguez, ya que ninguno de us hijos quiso continuar con su oficio.
La casa, situada dentro del casco urbano de la localidad, aunque ya en la zona más exterior, en la misma calle donde se ubicaban otras cuatro alfarerías; por producir polución este tipo de actividad industrial.
Tras su abandono como alfarería la casa fue deteriorándose hasta que el edificio fue adquirido por el Ayuntamiento de Potries con la finalidad de rehabilitar el edificio para su uso como taller museo de alfafería. 
Tras la compra del edificio el Ayuntamiento realizó inversiones destinadas tanto a obras, equipamientos, personal, colección de materiales, como en la difusión o en el mantenimiento del inmueble, gracias a subvenciones por parte del Fondo Estatal para el Empleo y la Sostenibilidad Local, ayudas de la Diputación de Valencia y de la Agencia Valenciana de Turismo.

## Descripción
Desde el punto de vista arquitectónico este edificio es una casa tradicional de la Safor, y cuando se llevó a cabo su rehabilitación se trató de conservar toda autenticidad del legado patrimonial. Así, la mayor parte de elementos y mobiliario son originales, y por ello, eran utilizados por la propia familia Domínguez. 
La casa se sitúa en un ensanchamiento de la calle del Cup que forma una especie de plaza triangular, que debe tener su origen en las propias necesidades de la producción de piezas de cerámica, que requería de espacios para los procesos de secado, así como lugares donde almacenar materiales, leña o tierra.

La casa en sí está elevada sobre una planta irregular, alargada y perpendicular al eje de la calle, y en ella se pueden distinguir dos cuerpos, la parte principal que da a la calle, el patio (largo y estrecho y en él se situaban tanto las balsas de decantación de la arcilla, dos estructuras de obra adosadas a la medianera de la casa, con diferentes dimensiones y cotas; como una pequeña sala para almacenar el barro ya decantado; y una zona cubierta que es donde se ubica el lavabo de la vivienda y la leñera ) y una segunda parte que está compuesta por la leñera y el horno al fondo. La parte que se destina a vivienda familiar ocupa una superficie de 70 m², frente a los 160 que se destinaban a usos industriales.

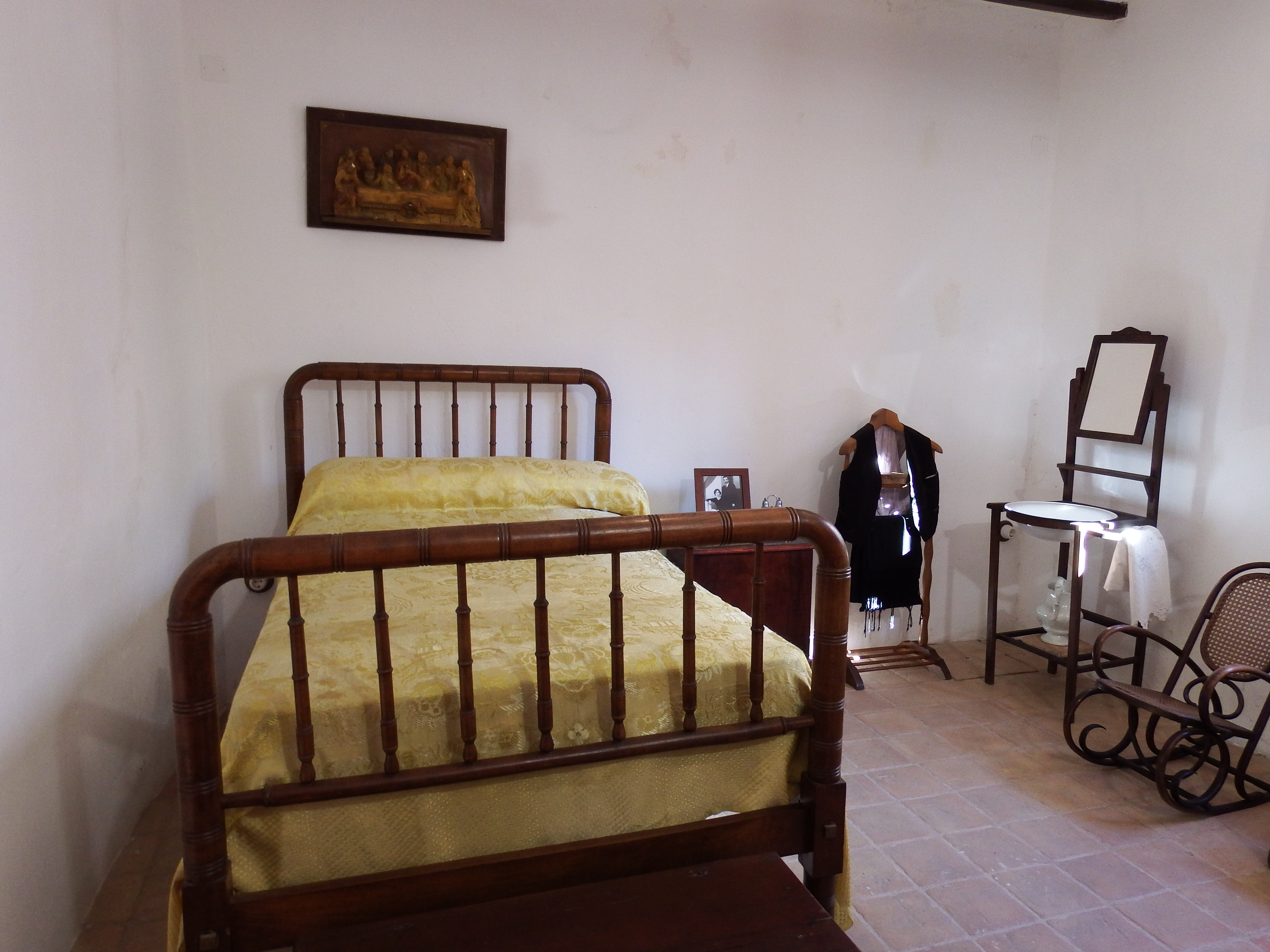
Habitación principal
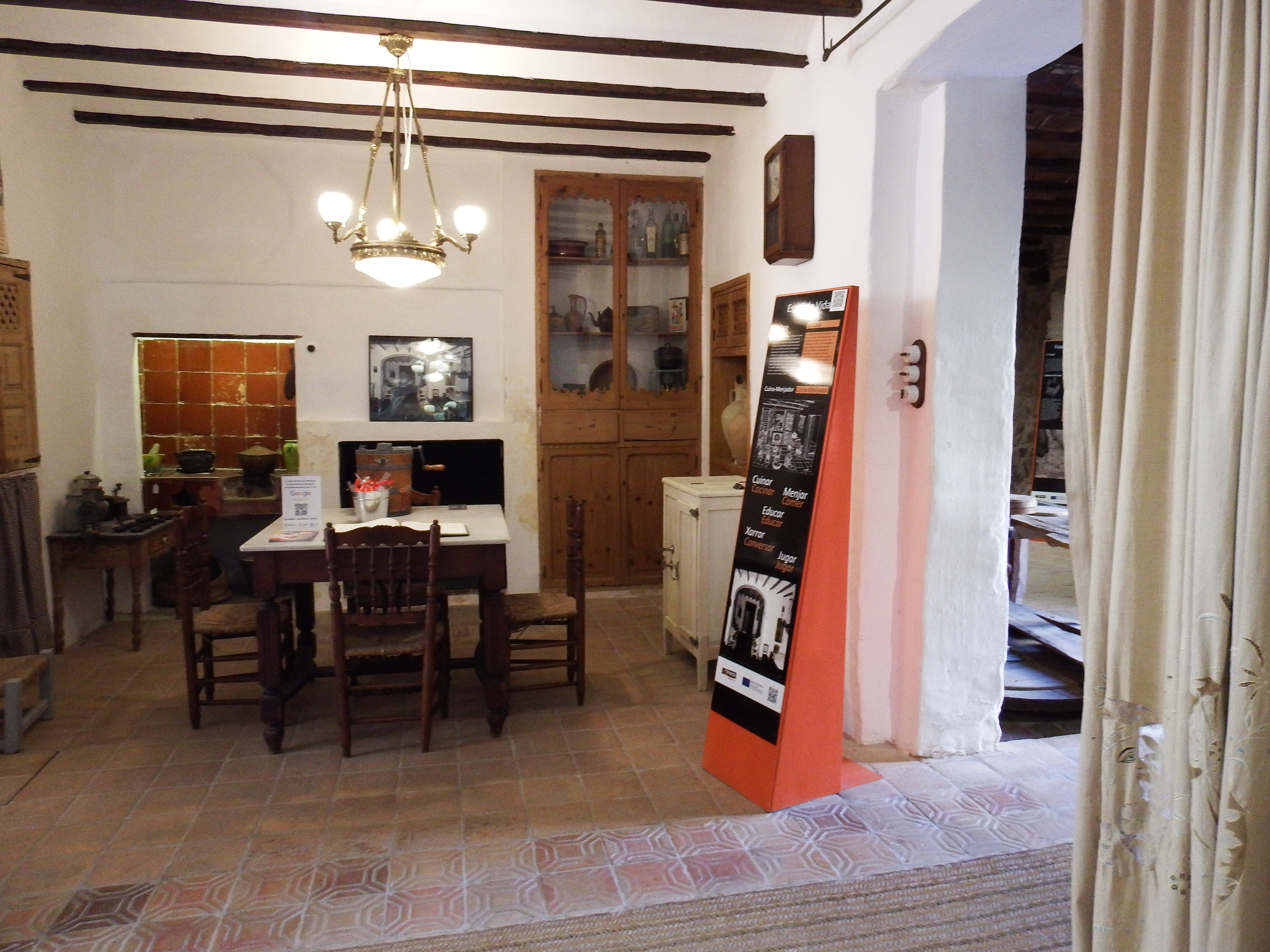
Comedor de la casa
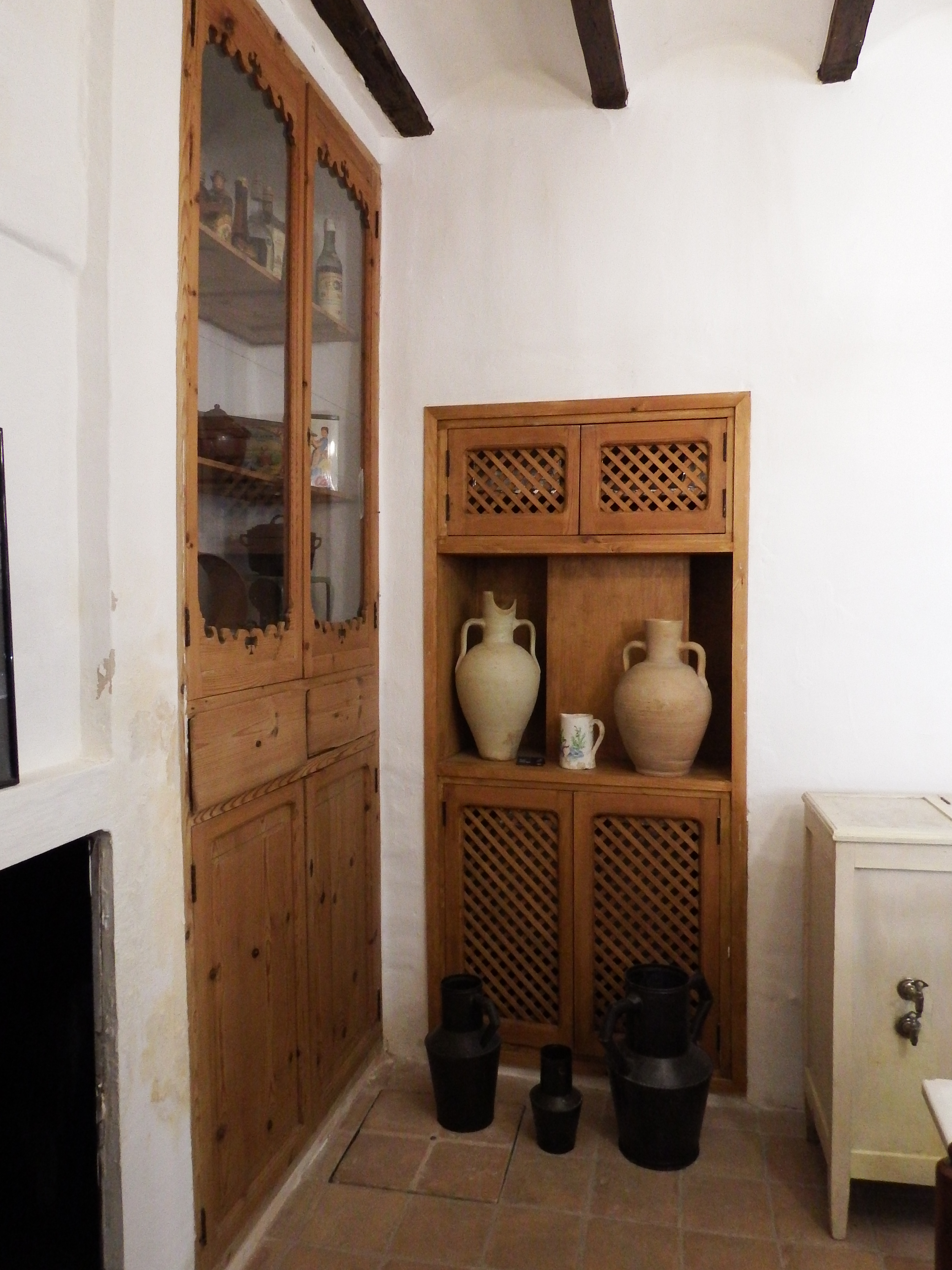
Alacenas en la cocina
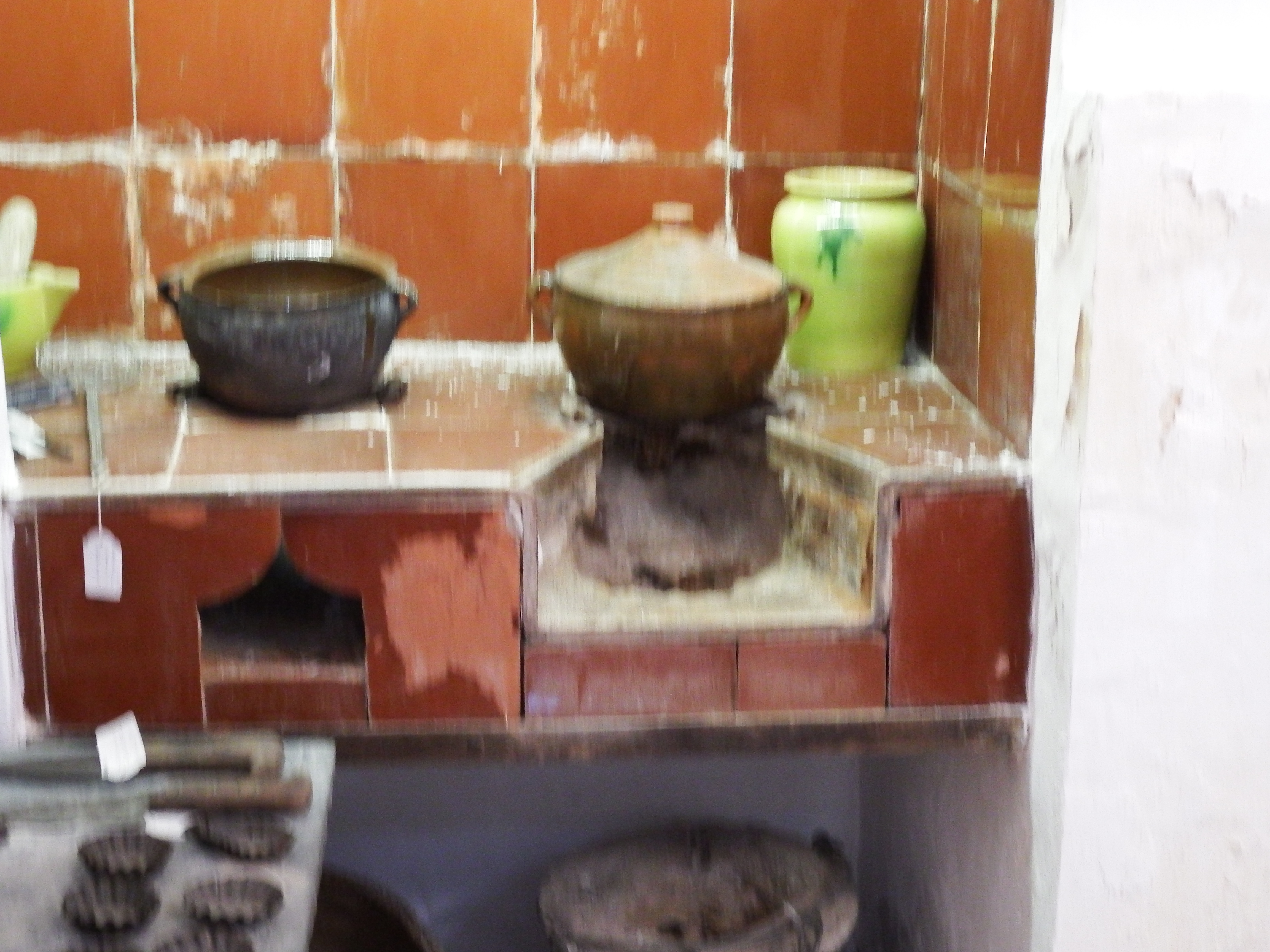
Detalle de la cocina de la casa
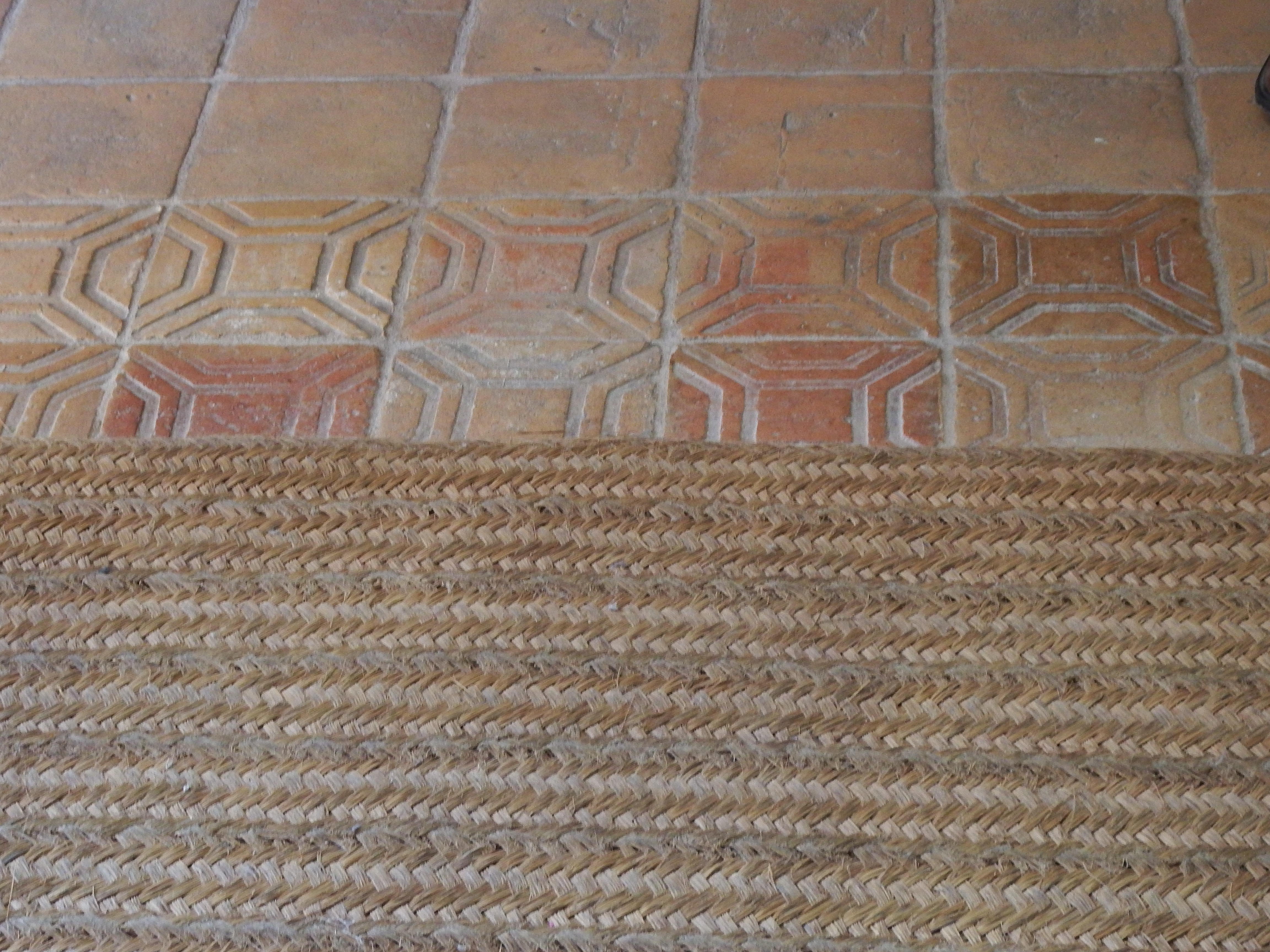
Suelo original
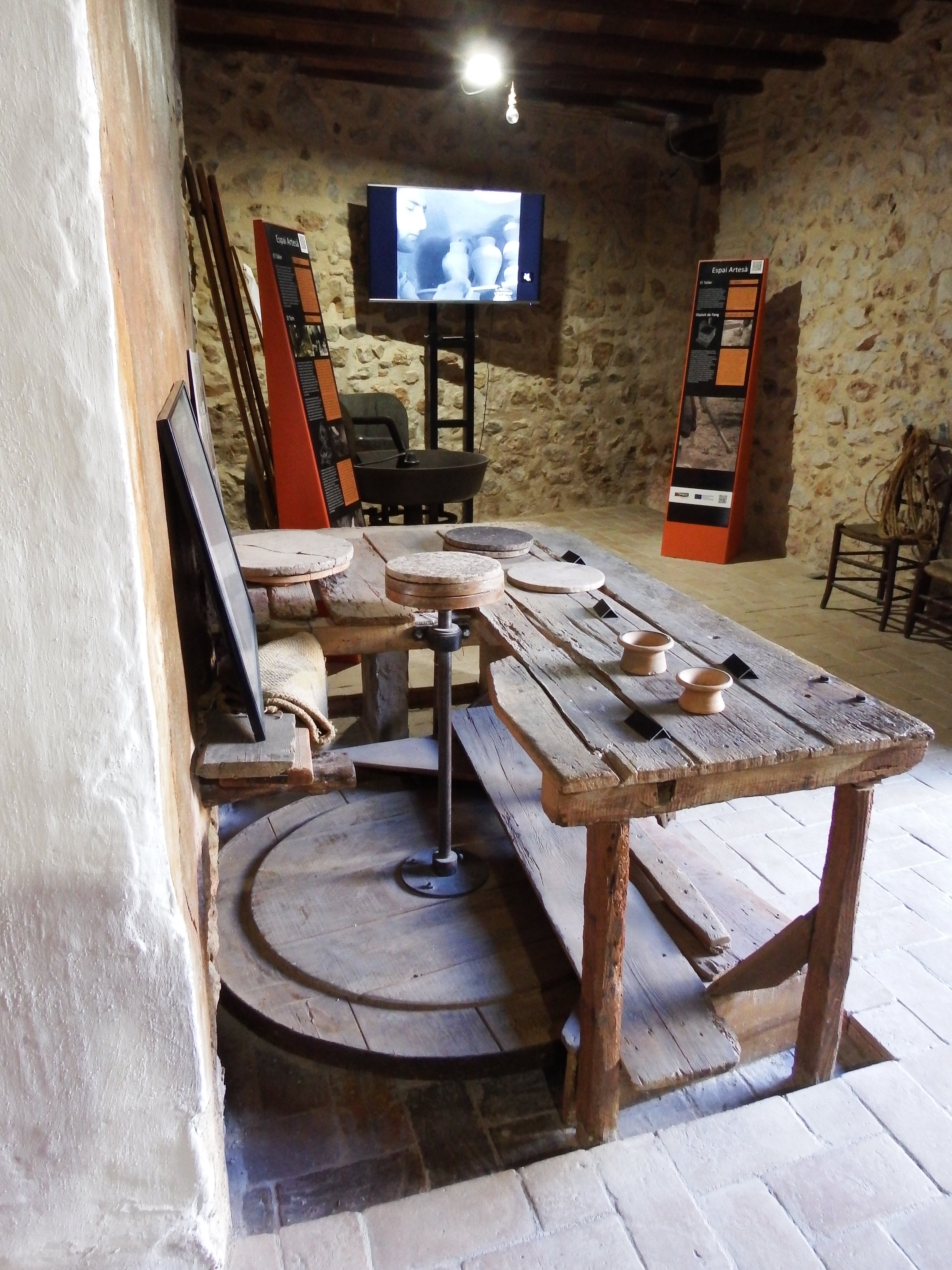
Zona de trabajo
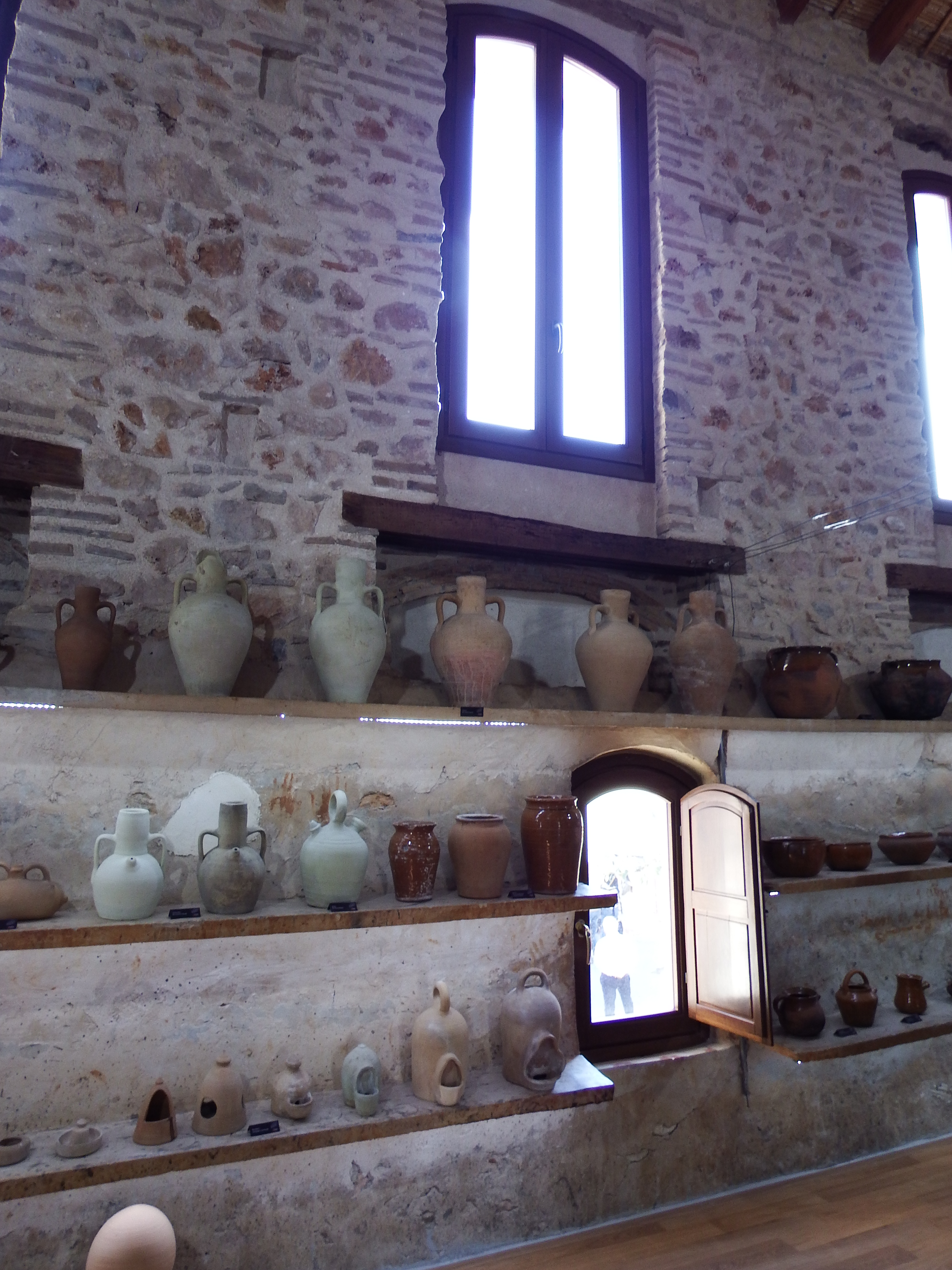
Espacio para el secado de las piezas
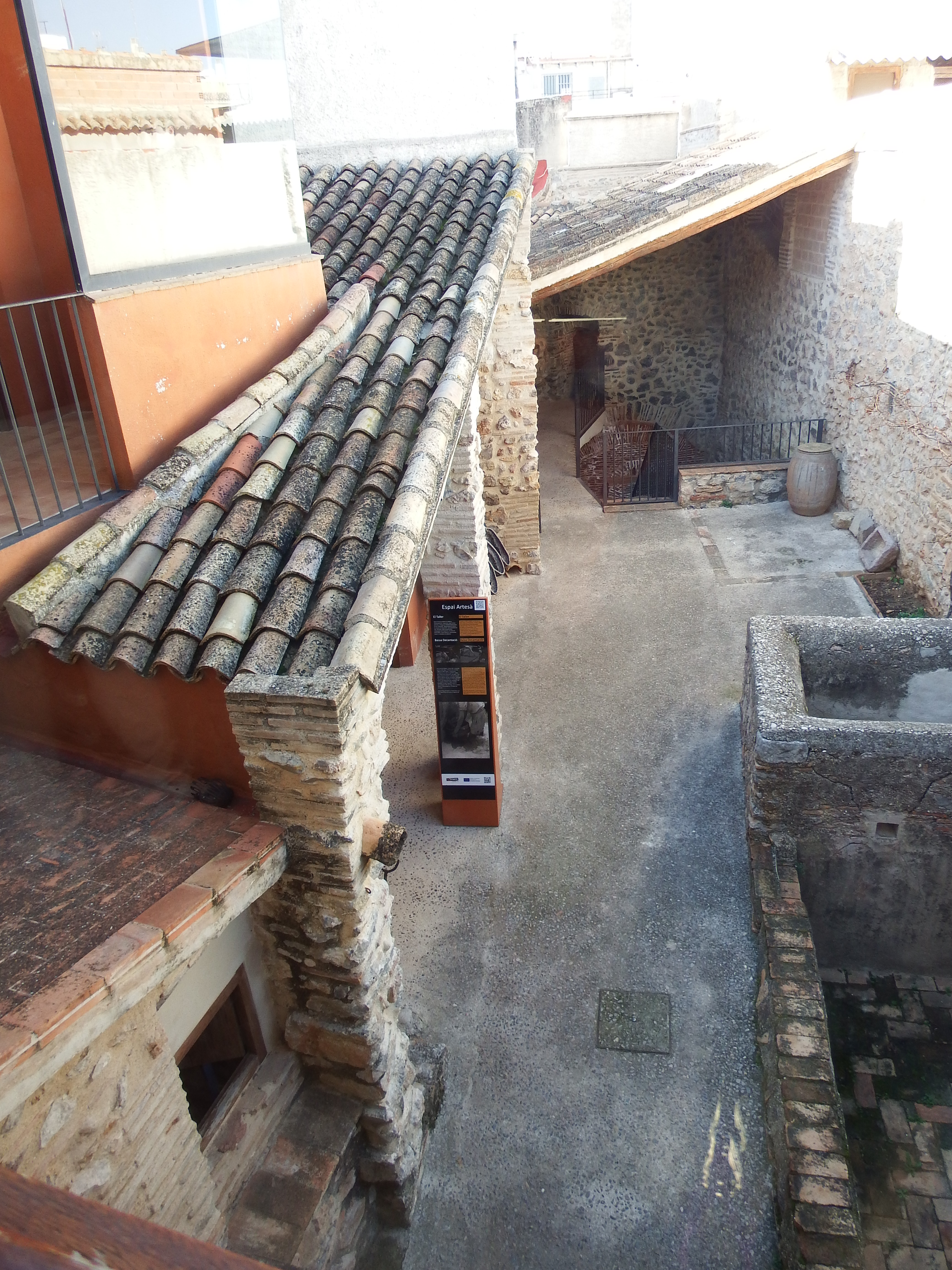
Patio con elementos para la alfarería, balsas de agua y al fondo el horno
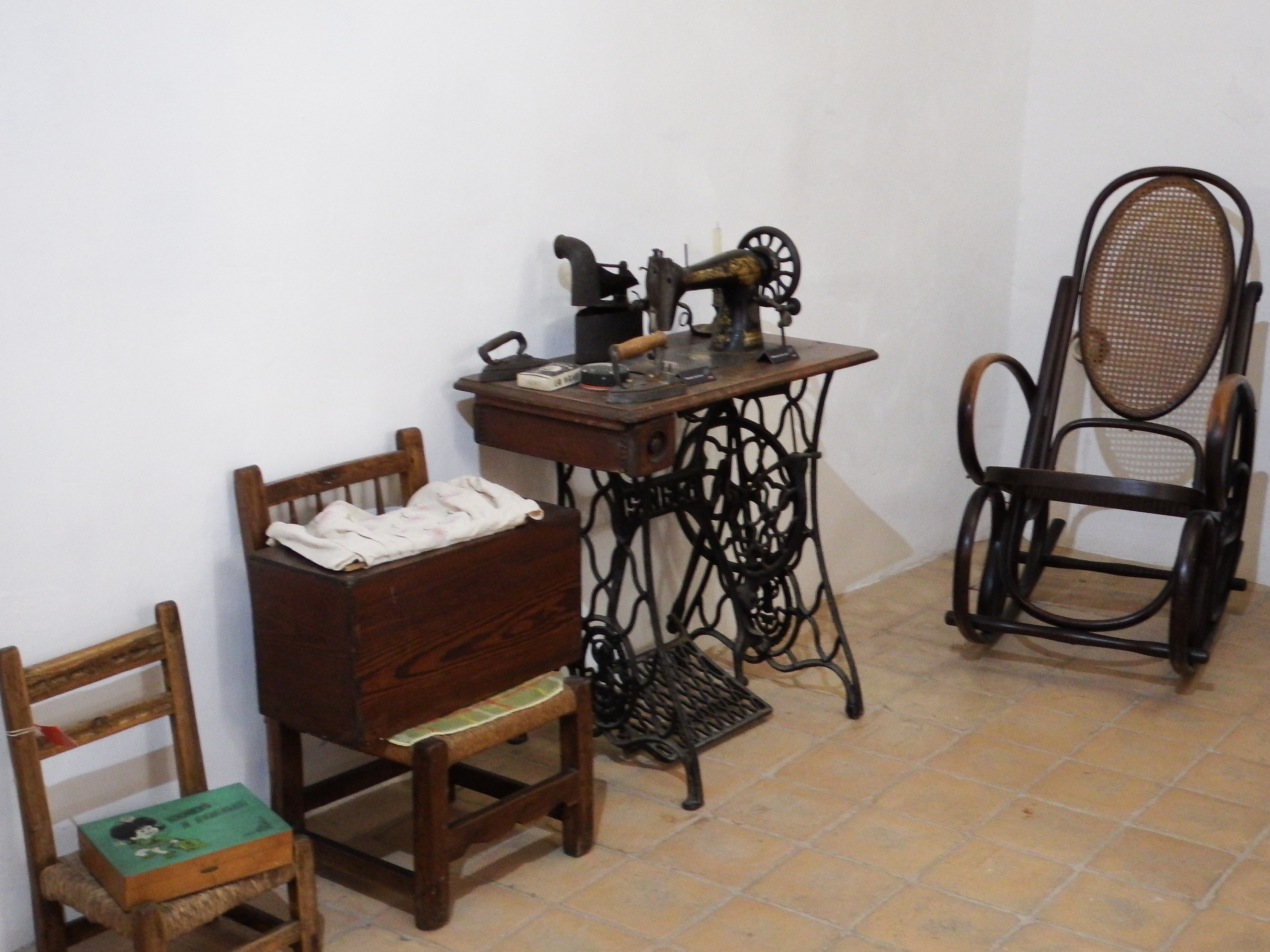
Zona de costura
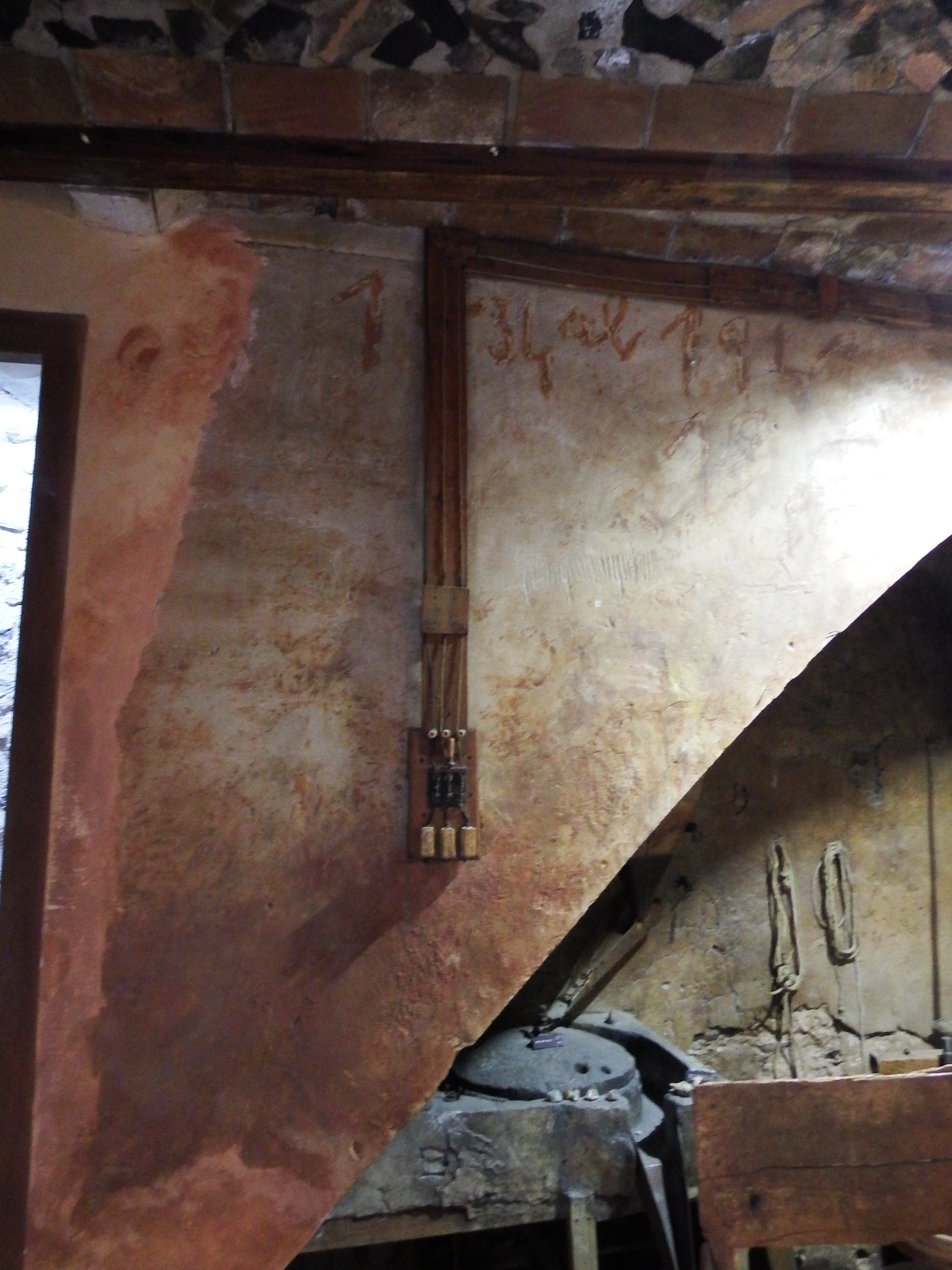
Instalación eléctrica en superficie
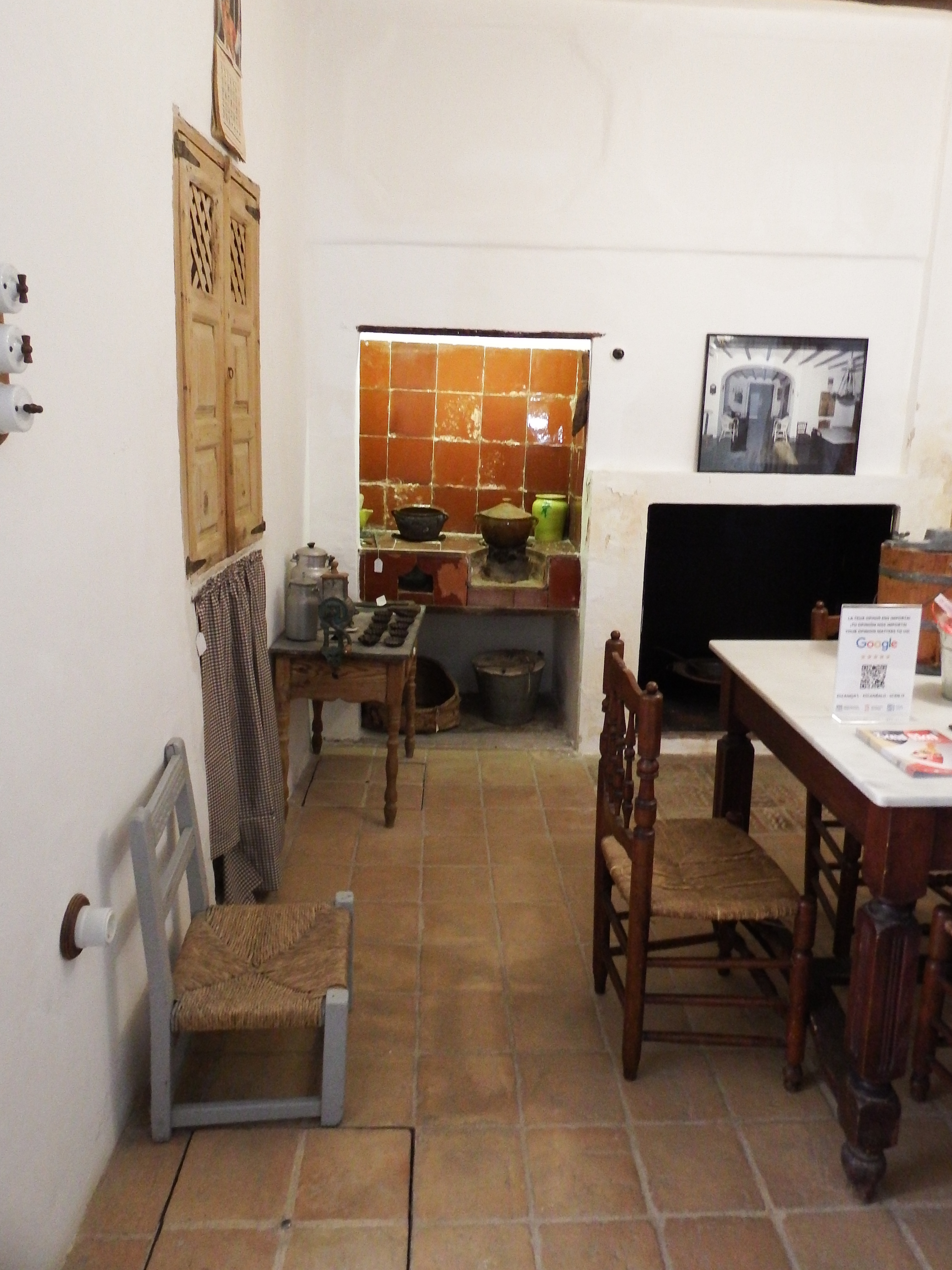
Cocina
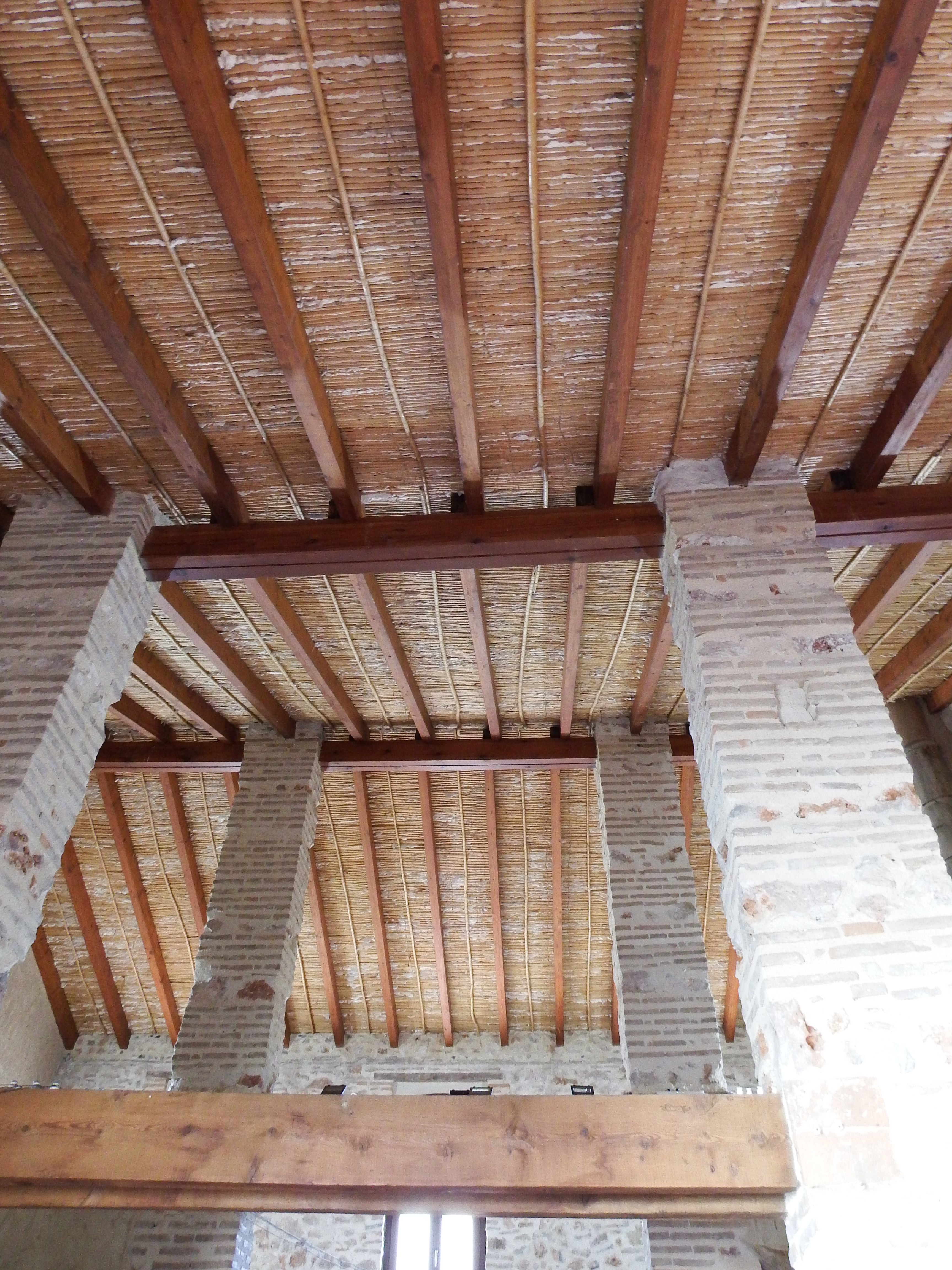
Techo sobrelevado en la cambra

Además, el edificio posee dos plantas, la planta baja, a dos manos, con amplio pasillo para el caso de los carros hacia la zona de la alfarería, y que articula los espacios anteriores.  Es en la planta baja, en concreto en sus dos primeras crujías, donde se situaba la vivienda familiar, mientras que la tercera crujía y la planta superior (que era una cámara diáfana de mayor altura por la utilización de pilares y arcos ciegos, sin separaciones intermedias) se utilizaban para el sector artesanal, en concreto para barnizar las piezas y almacenarlas hasta llevarlas al horno.
La tercera crujía de la planta baja contenía el taller propiamente dicho, en el que se pueden ver los tornos, tanto de pie como eléctricos; la máquina para batir el barro, o el molinillo eléctrico para triturar los óxidos, que fueron trasladados de su ubicación original en la planta superior al electrificarlos, ya que los primeros eran manuales. También en esta tercera crujía tenemos las escaleras de acceso a la planta superior y el acceso a la cámara del barro, adosada en el exterior del muro maestro que da al patio y por debajo del suelo del taller.
El horno se ubicaba al fondo de la parcela y como ya hemos indicado antes oresenta dos niveles que se comunicaban con una escalera de piedra. En el inferior se colocaba el fuego y en el superior las piezas a cocer. El combustible se introducía en la cámara de fuego por un espacio previo a la misma.
La casa se remata con un tejado a dos aguas.
Los muros de la casa son de mampostería y mortero de cal con dos crujías que estaban separadas por gruesos muros maestros. Mientras que las vigas eran de madera.